# 煎薄鐺

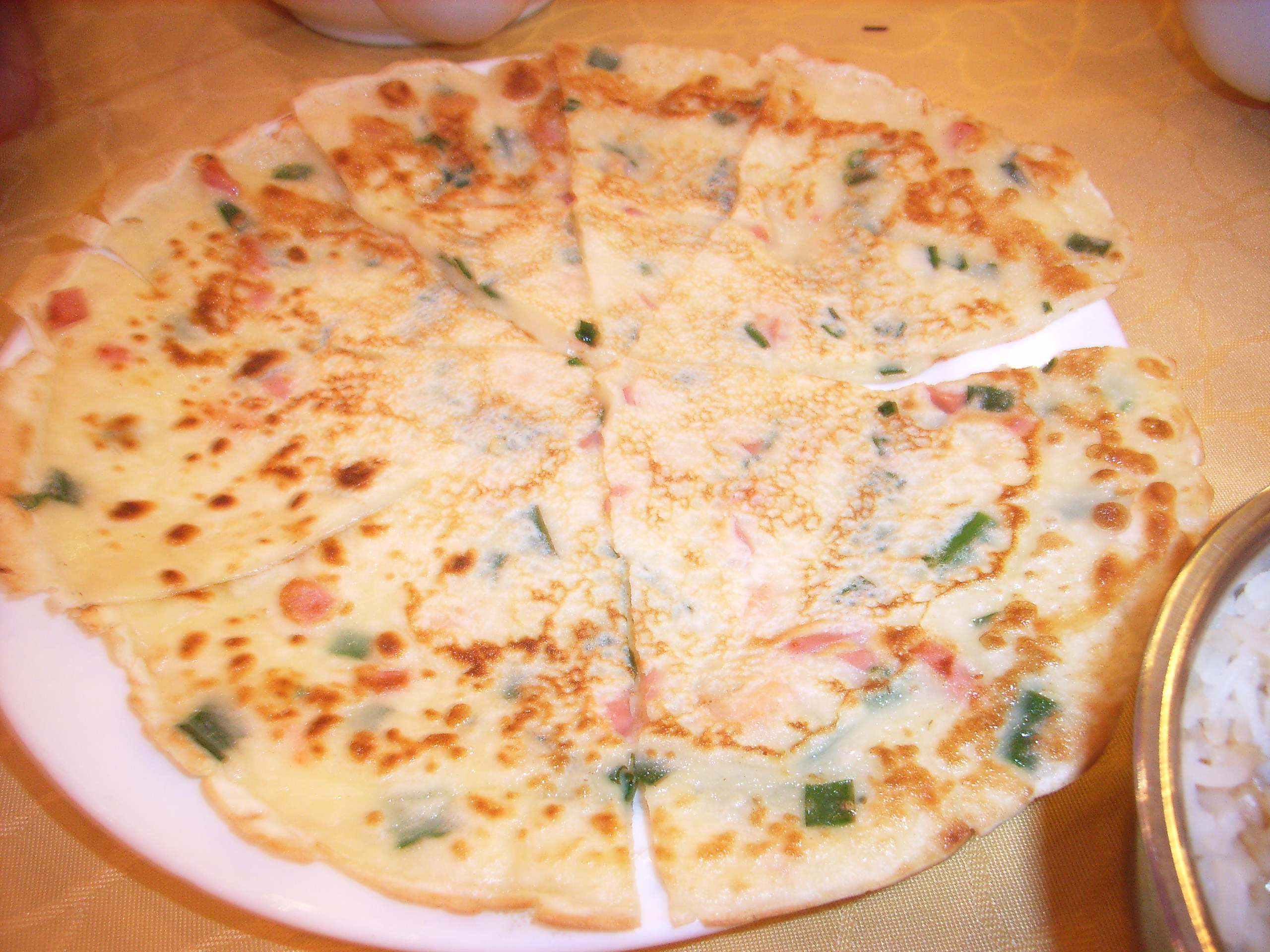
廣東家鄉煎薄鐺

煎薄鐺，簡稱薄鐺（也寫作餺餦、煎薄罉、薄罉，有誤寫成煎薄餐、薄餐、煎薄撐和薄撐等），是煎餅的一種，源自中國廣東，大致可分為鹹薄罉及甜薄罉兩種。「鐺」是「罉」的俗字，本是一種煮食器皿。
煎薄鐺的主要材料是糯米粉及粘米粉加水開成的粉漿，再視乎鹹或甜選擇配料煎製而成。鹹薄鐺的配料包括韮菜及蝦米，並以食鹽及胡椒粉調味；甜薄鐺的配料則包括花生碎、白芝麻及椰絲，並以砂糖調味。

## 相關
- 蔥油餅

## 参阅
- 李永军. . 广东白云学院学报. 2000, (9)  [2019-03-12].[]